# Гладишево
Гла́дишево (рос. Гладышево) — село у складі Мішкинського району Курганської області, Росія. Адміністративний центр Гладишевської сільської ради.
Населення — 228 осіб (2010, 298 у 2002).